# 10049 Vorovich
10049 Vorovich este un asteroid din centura principală de asteroizi.

## Descriere
10049 Vorovich este un asteroid din centura principală de asteroizi. A fost descoperit pe 3 octombrie 1986 la Observatorul de Astrofizică din Crimeea de Liudmila Karacikina. Asteroidul prezintă o orbită caracterizată de o semiaxă mare de 3,11 ua, o excentricitate de 0,15 și o înclinație de 5,0° în raport cu ecliptica.